# Heliophila integrifolia
Heliophila integrifolia är en korsblommig växtart som beskrevs av Carl von Linné. Heliophila integrifolia ingår i släktet solvänner, och familjen korsblommiga växter. Inga underarter finns listade i Catalogue of Life.